# Stefan Idźkowski
Stefan Idźkowski (ur. 22 sierpnia 1873 we Fastowie, zm. 5 czerwca 1938 w Warszawie) – polski prawnik, sędzia Najwyższego Trybunału Administracyjnego.

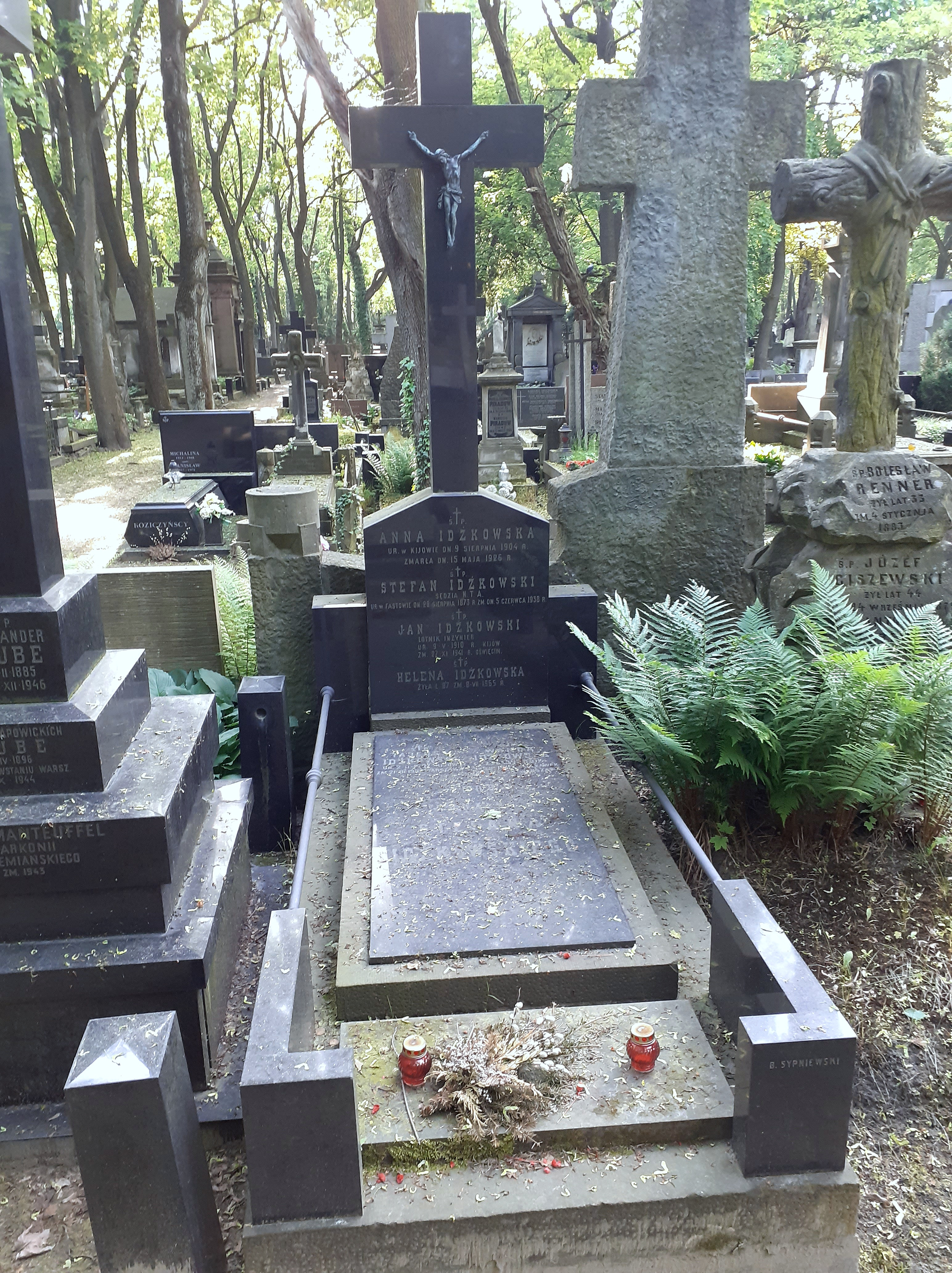
Grobowiec rodzinny Stefana Idźkowskiego

## Życiorys
Urodził się 22 sierpnia 1873 w Fastowie.
W II Rzeczypospolitej był sędzią Najwyższego Trybunału Administracyjnego.
Zmarł 5 czerwca 1938. Został pochowany na cmentarzu Powązkowskim w Warszawie 8 czerwca 1938 (kwatera M-5-28).

## Ordery i odznaczenia
- Krzyż Komandorski Orderu Odrodzenia Polski[2]
- Złoty Krzyż Zasługi[2]